# Вощинников, Николай Васильевич
Николай Васильевич Вощинников (26 июня 1951, Ленинград — 17 декабря 2017, Петергоф) — российский учёный, астроном, профессор кафедры астрофизики Санкт-Петербургского государственного университета.

## Биография
Окончил астрономическое отделение математико-механического факультета ЛГУ (1973). В 1973—1976 — аспирант, с 1976 года до конца жизни — сотрудник того же факультета. С 2005 года — профессор кафедры астрофизики. Кандидат ф.-м. наук (1979), доктор ф.-м. наук (1991).
Автор двух монографий и более 130 научных работ, индекс Хирша по состоянию на 2016 год — 18. Занимался проблемами физики межзвездной среды и оптики малых частиц, разработал (совместно с В. Г. Фарафоновым) новые методы и алгоритмы расчета оптических свойств малых частиц, работал над моделью композитных межзвездных и межпланетных пылинок.
Член МАС. В 2016 году выдвигался на звание члена-корреспондента Российской академии наук, но избран не был.